# Abunai Deka
Abunai Deka (あぶない刑事, lit. "Detetives Perigosos"), popularmente conhecida como AbuDeka (あぶデカ), é uma drama japonês exibido pela Nippon Television entre 1986 e 1987. Estrelada por Hiroshi Tachi e Kyohei Shibata, a série se tornou bastante popular no Japão, dando origem a seis filmes, spin-offs e livros.
A série conta a história da dupla de detetives, Takayama e Oshita, da divisão de Naka-ku da delegacia de Kanagawa, que investigam diversos casos usando métodos nada ortodoxos.